# Смолич Аркадій Антонович
Аркадій Антонович Смолич (нар. 17 вересня 1891, Бацевич, Бобруйський повіт, Мінська губернія, Російська імперія — пом. 17 червня 1938, Омськ, РРФСР, СРСР) — білоруський вчений географ-економіст, професор, державний і політичний діяч.
Жертва сталінського терору.

## Життєпис
Народився 17 вересня 1891 року в селі Бацевич, Бобруйського повіту, Мінської губернії.
У 1905 році закінчив Мінську духовну семінарію.
У 1916 році — Ново-Олександрійський інститут сільського господарства та лісівництва. Навчався у Київському політехнічному інституті.
З 1910 року був членом Білоруської соціалістичної громади. Був першим секретарем освіти в уряді Білоруської Народної Республіки.
22 грудня 1918 призначений Надзвичайним Послом Білорусі в УНР, але, через більшовицький наступ йому не вдалося дістатися до Києва, тому 23 травня 1919 року Надзвичайним Послом БНР при Уряді УНР уряд Антона Луцкевича призначив Олександр Цвікевича.
У 1919 році він видав свій знаменитий підручник «Географія Білорусі», який витримав п'ять перевидань.
У 1918–1922 роках Аркадій Антонович жив і працював у Гродно та Вільно.
З 28 лютого 1920 року по 7 квітня 1920 працював виконуючим обов'язків голови Ради народних міністрів БНР. Смолич повернувся у Радянську Білорусь лише у серпні 1922 року. Там він працював завідувачем планово-економічного відділу Народного комісаріату землеробства Білорусі.
З 1923 року був доцентом, а з 1927 року — професором і завідувачем кафедри в БГУ.
З 1925 року був заступником голови Інституту білоруської культури, керівником сільськогосподарської секції та комісії з районування Білорусі.
У 1927 році єдиним серед економістів обраний дійсним членом Інбілкульта (академіком). А наступного, 1928 року, обраний дійсним членом Російського географічного товариства, а також нагороджений цим товариством золотою медаллю за дві свої фундаментальні монографії.
Був одним з найвпливовіших білоруських вчених-економістів 1920-х років. Вніс вагомий внесок у становлення і розвиток багатьох напрямків фундаментальної економічної науки Білорусі в період НЕПу, зокрема в галузі економічної географії, розміщення продуктивних сил, організації селянських господарств, економічного районування, історії народного господарства Білорусі.
Заарештований 26 червня 1930 у справі «Союз визволення Білорусі». Згідно з постановою колегії ОГПУ СРСР від 10 квітня 1931 року був засланий на 5 років у Пермську область, а потім у місті Ішим, Тюменської області.
У серпні 1935 звільнено. Намагався повернутися до Мінська, проте 17 червня 1937 знову був заарештований і рішенням «трійки» управління НКВС Омської області був засуджений до розстрілу.